# Kirche Unserer Lieben Frau vom Skapulier (Chrzumczütz)

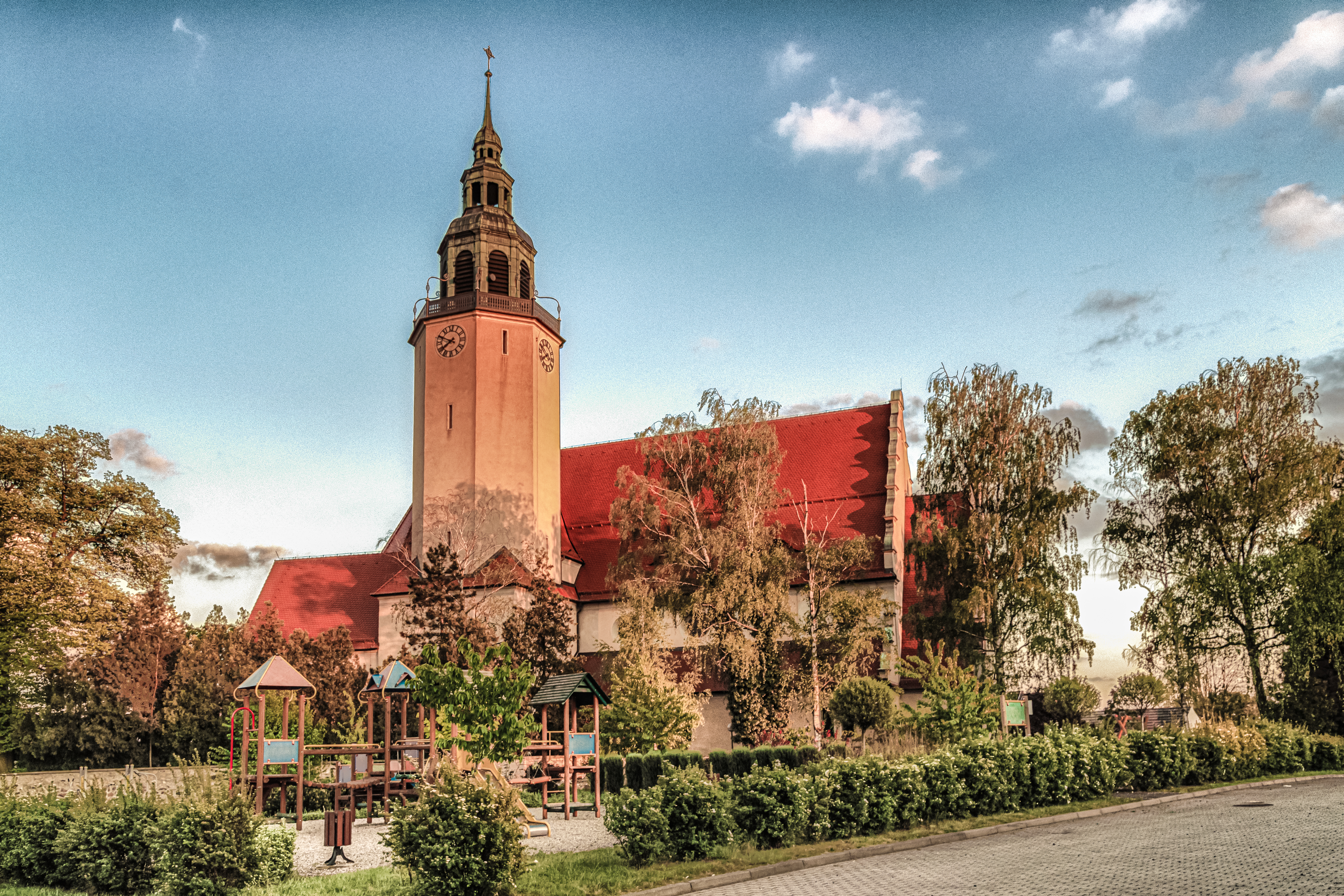
Nordseite mit Glockenturm

Die Kirche Unserer Lieben Frau vom Skapulier (polnisch Kościół Matki Boskiej Szkaplerznej) ist eine römisch-katholische Kirche in der oberschlesischen Ortschaft Chrzumczütz (Chrząszczyce). Die Kirche ist die Hauptkirche der Pfarrei Mutter Gottes vom Skapulier (Parafia Matki Boskiej Szkaplerznej) in Chrzumczütz. Das Gotteshaus liegt im Ortskern an der ul. Opolska (Oppelner Straße).

## Geschichte

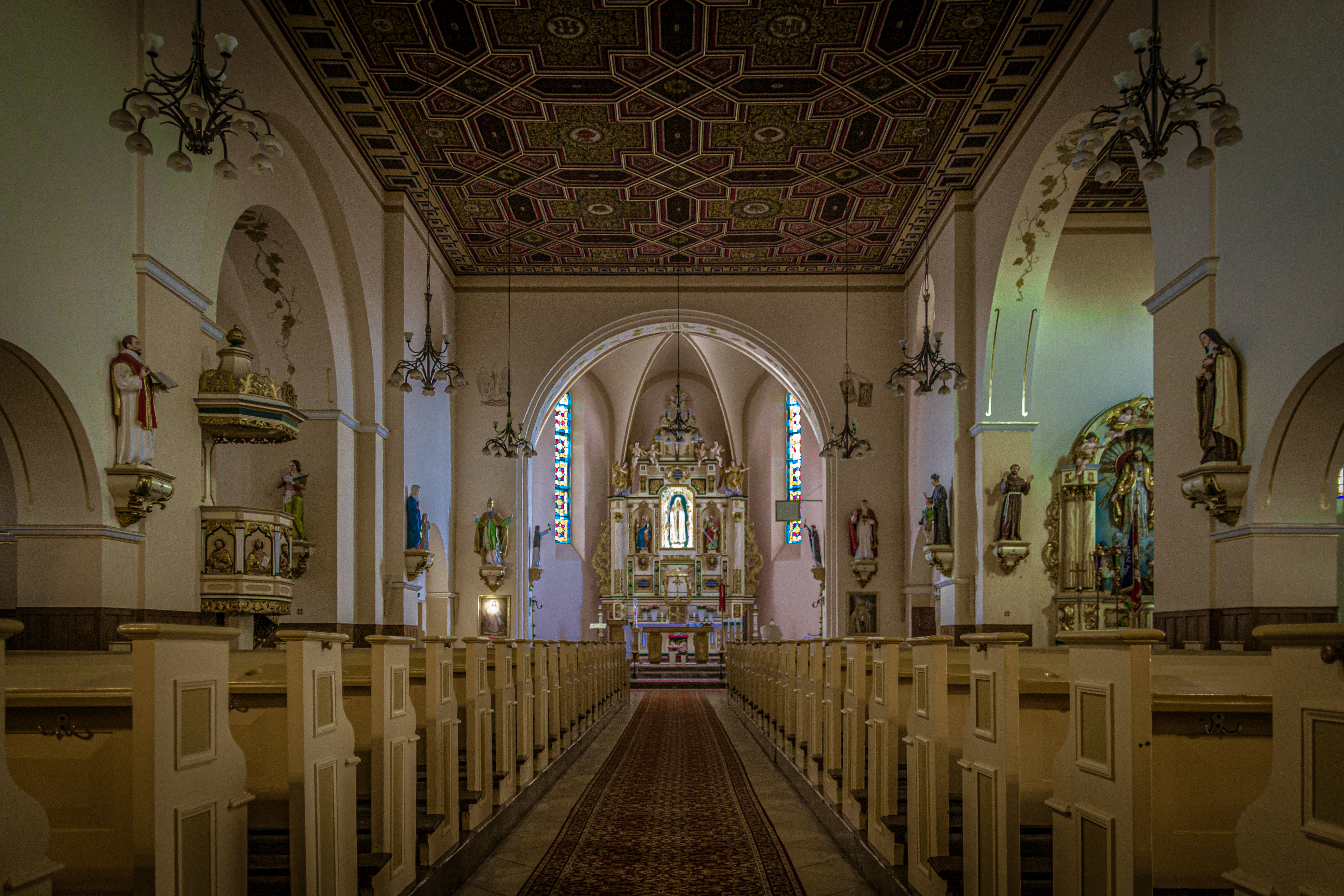
Innenansicht

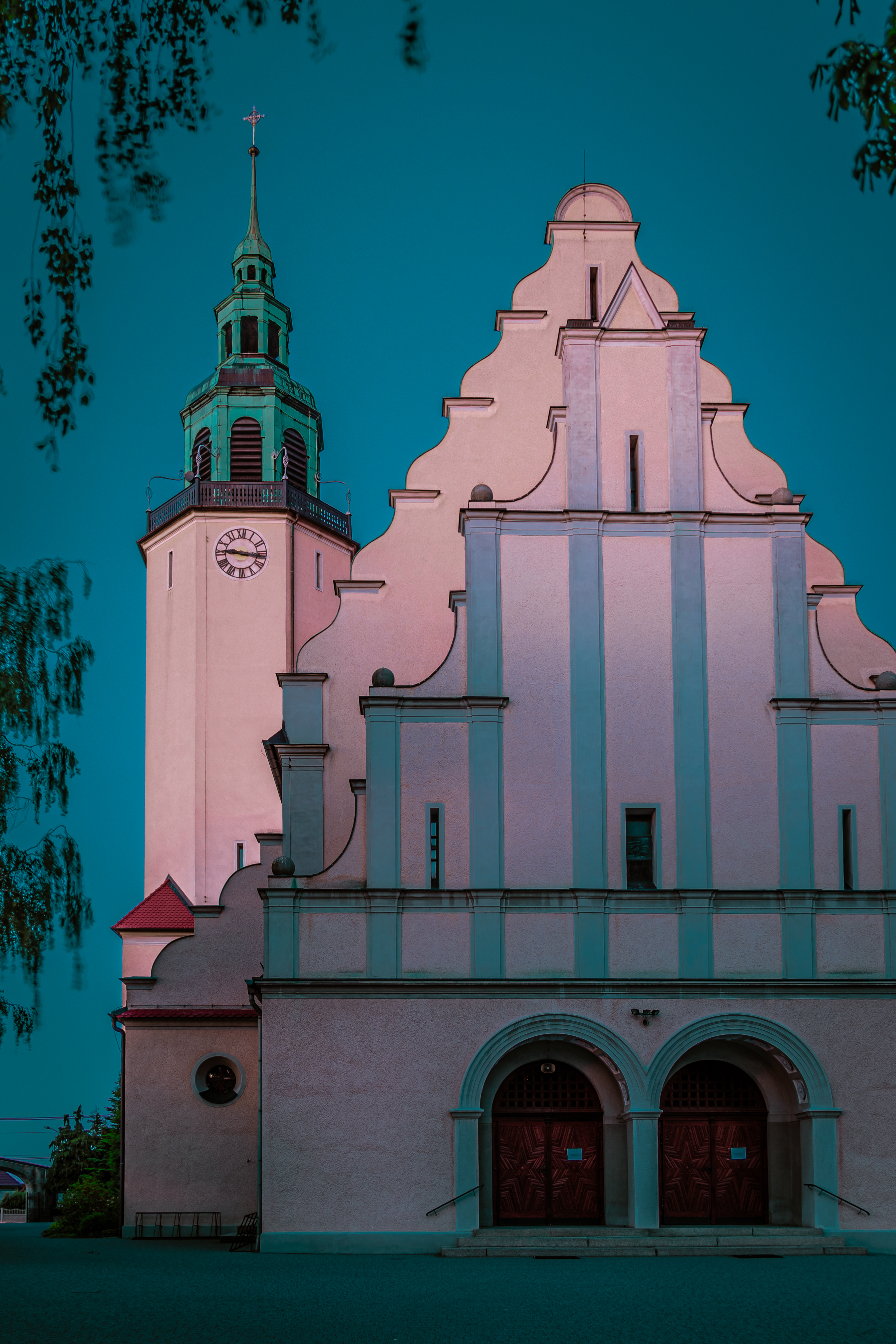
Westportal mit Giebel

Die erste Erwähnung der Kirche stammt aus dem Jahr 1260. Sie trug damals das Patrozinium Hl. Stanislaus. 1295 wird der Kirchenbau erneut erwähnt. Aus dem Jahr 1684 ist eine detaillierte Beschreibung des Gotteshauses überliefert. Die Kirche besaß einen halbgemauerten Glockenturm und einen mit Ziegeln bedeckten Backsteinbau. Umgeben war sie vom örtlichen Friedhof. 
1814 zerstörte ein Feuer die Kirche. Beim Wiederaufbau wurde ein Stein mit der Inschrift „1099“ entdeckt. In den folgenden Jahrzehnten wurde mehrfach versucht eine neue Kirche zu bauen. Die preußischen Behörden blockierten jedoch den Bau einer neuen römisch-katholischen Kirche. 1916 begannen erneut Bestrebungen zum Bau einer neuen Pfarrkirche im Ort. 
Am 19. April 1920 wurde der Grundstein gelegt. Bis 1921 waren die Bauarbeiten weitestgehend abgeschlossen. Die Weihe der neuen Kirche Unserer Lieben Frau vom Skapulier fand am 7. Oktober 1927 statt.
Die Maria-Skapulier-Kirche steht seit 2008 unter Denkmalschutz.

## Architektur und Ausstattung
Der dreischiffige Backsteinbau steht auf einem kreuzförmigen Grundriss und entstand im Stil der Neorenaissance. Die geostete Kirche besitzt einen dreiseitig geschlossenen Chor und einen Glockenturm mit Laterne an der Nordseite. Das Querschiff ist mit einem Satteldach versehen. An der Westseite besitzt der Bau zwei Giebel, teilweise versehen mit Stufengiebeln.
Im Inneren haben sich Ornamente aus dem 18. Jahrhundert und ein Taufbecken aus dem 11. Jahrhundert erhalten. 
Umgeben ist die Kirche von einer steinernen Mauer. 